# Zram
zram (wcześniej compcache) – moduł jądra Linux umożliwiający tworzenie skompresowanych urządzeń blokowych w pamięci RAM, zapewniający kompresję „w locie”. Urządzenie blokowe utworzone za pomocą zram może być użyte jako partycja wymiany lub jako ramdysk ogólnego przeznaczenia.
Oficjalnie uznany za stabilny w wersji 3.14 jądra Linux.